# Zapasy na Letnich Igrzyskach Olimpijskich 2000
Zapasy na Letnich Igrzyskach Olimpijskich 2000 – turniej zapaśniczy rozegrany podczas Letnich Igrzysk Olimpijskich 2000 w Sydney. Zapasy w stylu klasycznym odbywały się w dniach 24 - 27 września, zaś w stylu wolnym − w dniach 28 września – 1 października. W zawodach udział brało 314 zapaśników reprezentujących 55 państw. Tabelę medalową zdominowali Rosjanie wygrywając sześć kategorii wagowych w obu stylach. Zawody miały miejsce w hali Sydney Convention and Exhibition Centre.
Po igrzyskach na dopingu został przyłapany niemiecki zapaśnik Alexander Leipold (walczący w stylu wolnym w kategorii do 76 kg), u którego wykryto nandrolon – w następstwie odebrano mu złoty medal, który zdobył podczas tej edycji igrzysk.

## Medaliści

### Styl wolny
| Kategoria wagowa |                    |                  |                   |
| ---------------- | ------------------ | ---------------- | ----------------- |
| (-54 kg)         | Namiq Abdullayev   | Sammie Henson    | Amiran Karndanof  |
| (-58 kg)         | Alireza Dabir      | Jewhen Busłowycz | Terry Brands      |
| (-63 kg)         | Murad Umachanow    | Serafim Byrzakow | Jang Jae-seong    |
| (-69 kg)         | Daniel Igali       | Arsen Gitinow    | Lincoln McIlravy  |
| (-76 kg)         | Brandon Slay       | Mun Ui-je        | Adem Bereket      |
| (-85 kg)         | Adam Sajtijew      | Yoel Romero      | Mogamed Ibragimow |
| (-97 kg)         | Sagid Murtazalijew | Isłam Bajramukow | Eldar Kurtanidze  |
| (-130 kg)        | Dawid Musulbies    | Artur Tajmazow   | Alexis Rodríguez  |

### Styl klasyczny
| Kategoria wagowa |                      |                    |                      |
| ---------------- | -------------------- | ------------------ | -------------------- |
| (-54 kg)         | Sim Gwon-ho          | Lázaro Rivas       | Kang Yong-gyun       |
| (-58 kg)         | Armen Nazarian       | Kim In-seop        | Sheng Zetian         |
| (-63 kg)         | Warteres Samurgaszew | Juan Luis Marén    | Akaki Czaczua        |
| (-69 kg)         | Filiberto Ascuy      | Katsuhiko Nagata   | Aleksiej Głuszkow    |
| (-76 kg)         | Murat Kardanow       | Matt Lindland      | Marko Yli-Hannuksela |
| (-85 kg)         | Hamza Yerlikaya      | Sándor Bárdosi     | Muchran Wachtangadze |
| (-97 kg)         | Mikael Ljungberg     | Dawyd Sałdadze     | Garrett Lowney       |
| (-130 kg)        | Rulon Gardner        | Aleksandr Karielin | Dzmitryj Dziabiełka  |

## Tabela medalowa
| Poz. | Państwo           |   |   |   | Łącznie |
| ---- | ----------------- | - | - | - | ------- |
| 1    | Rosja             | 6 | 2 | 1 | 9       |
| 2    | Stany Zjednoczone | 2 | 2 | 3 | 7       |
| 3    | Kuba              | 1 | 3 | 1 | 5       |
| 4    | Korea Południowa  | 1 | 2 | 1 | 4       |
| 5    | Bułgaria          | 1 | 1 | 0 | 2       |
| 6    | Turcja            | 1 | 0 | 1 | 2       |
| 7    | Szwecja           | 1 | 0 | 0 | 1       |
| 7    | Iran              | 1 | 0 | 0 | 1       |
| 7    | Kanada            | 1 | 0 | 0 | 1       |
| 7    | Azerbejdżan       | 1 | 0 | 0 | 1       |
| 11   | Ukraina           | 0 | 2 | 0 | 2       |
| 12   | Uzbekistan        | 0 | 1 | 0 | 1       |
| 12   | Kazachstan        | 0 | 1 | 0 | 1       |
| 12   | Japonia           | 0 | 1 | 0 | 1       |
| 12   | Węgry             | 0 | 1 | 0 | 1       |
| 16   | Gruzja            | 0 | 0 | 3 | 3       |
| 17   | Korea Północna    | 0 | 0 | 1 | 1       |
| 17   | Macedonia         | 0 | 0 | 1 | 1       |
| 17   | Finlandia         | 0 | 0 | 1 | 1       |
| 17   | Chiny             | 0 | 0 | 1 | 1       |
| 17   | Białoruś          | 0 | 0 | 1 | 1       |